# Масајуки Окано
Масајуки Окано (јап. 岡野 雅行; 25. јул 1972) јапански је фудбалер.

## Каријера
Током каријере је играо за Урава Ред Дајмондс, Висел Кобе, Gainare Tottori.

## Репрезентација
За репрезентацију Јапана дебитовао је 1995. године. Наступао је на Светском првенству (1998. године) с јапанском селекцијом. За тај тим је одиграо 25 утакмица и постигао 2 гола.

## Статистика
| Јапан  | Јапан   | Јапан  |
| Година | Наступи | Голови |
| ------ | ------- | ------ |
| 1995.  | 3       | 0      |
| 1996.  | 11      | 1      |
| 1997.  | 5       | 1      |
| 1998.  | 5       | 0      |
| 1999.  | 1       | 0      |
| Укупно | 25      | 2      |

## Трофеји

### Клуб
- Џеј лига (1): 2006.
- Лига Куп Јапана (2): 2005., 2006.